# 明田街道
明田街道是中华人民共和国贵州省黔南布依族苗族自治州惠水县下辖的一个街道办事处。

## 行政区划
明田街道下辖以下村级行政区划单位：
新民社区、和谐社区、利民社区、龙泉社区、赤土村、桥洞村、龙泉村。